# Kretzschmariella culmorum
Kretzschmariella culmorum är en svampart som först beskrevs av Mordecai Cubitt Cooke, och fick sitt nu gällande namn av Y.M. Ju & J.D. Rogers 1994. Kretzschmariella culmorum ingår i släktet Kretzschmariella och familjen kolkärnsvampar.   Inga underarter finns listade i Catalogue of Life.